# Delhi Golf Club

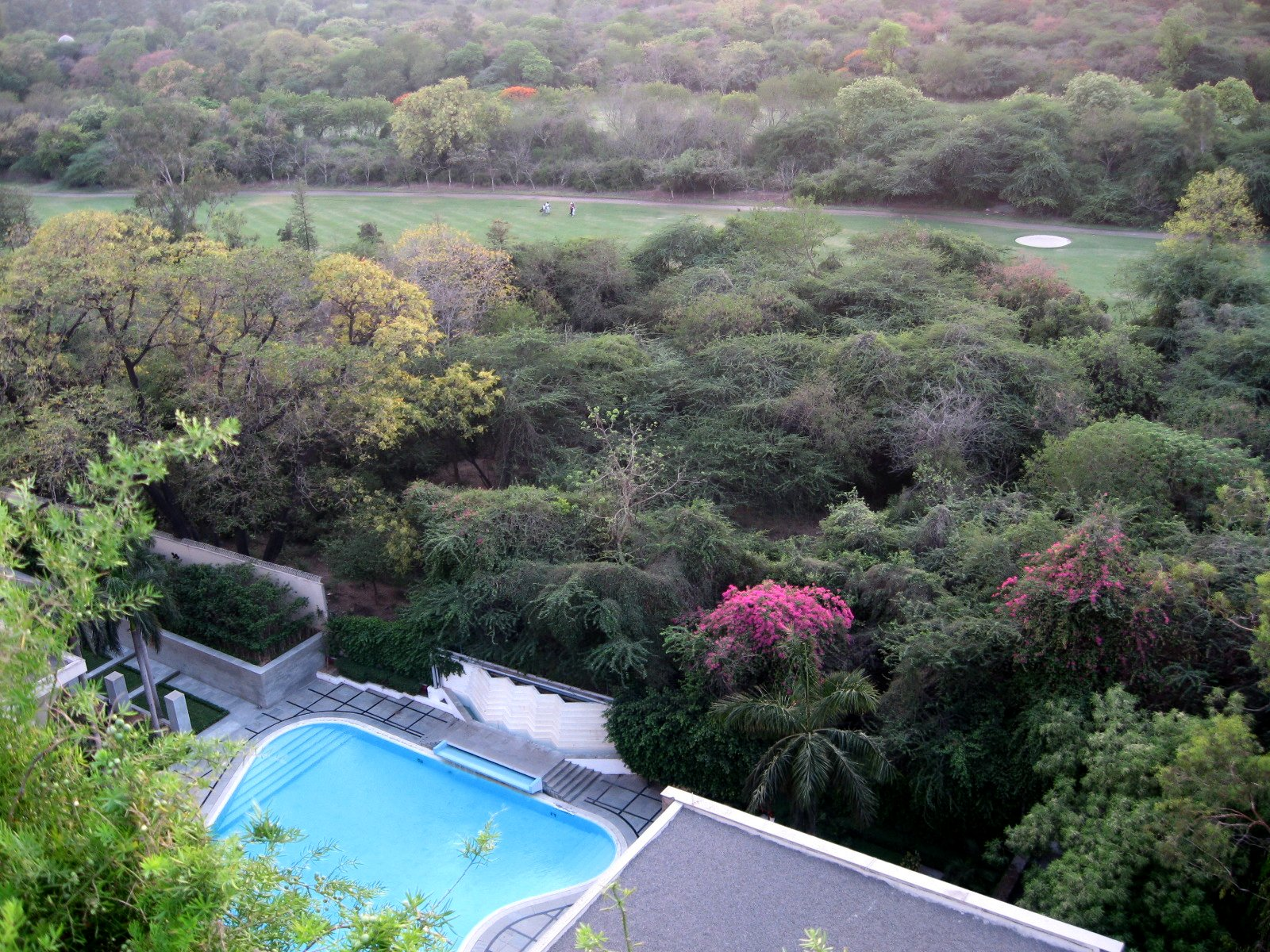
Delhi Golf Club en het Oberoizwembad

De Delhi Golf Club is de derde golfclub die in New Delhi werd aangelegd. De andere twee bestaan niet meer, dus nu is het de oudste golfclub van New Delhi.

## De oprichting
Toen de regeringszetel in 1912 van Calcutta overging naar Delhi, werd New Delhi belangrijker en was er behoefte aan een derde en meer imposante golfbaan. Sir Edwin Landseer Lutyens koos voor een terrein waar nog steeds oude tempels staan. Met een paar olifanten trok Sir Edwin naar de graftempel van Humayun om vandaaruit het terrein te verkennen. Hij was het eens met zijn eigen keuze. 

### Lodhi Golf Club
De Lodhi Golf Club werd opgericht. maar al gauw bleek dat er te weinig water was. Een overeenkomst met Publieke Werken werd getekend zodat die voor het onderhoud verantwoordelijk werden. 's Zomers trokken veel mensen de stad uit, zodat er nier veel gespeeld werd.

In de oorlog veranderde veel. Militairen mochten van de baan gebruikmaken, en dat gebeurde veel. Na de oorlog en na de afscheiding van Pakistan in 1947 had de club nog maar 80 leden. De gemeente stelde een ultimatum: binnen een jaar moesten er 120 leden zijn anders zouden zij de club sluiten.

### Delhi Golf Club
In 1951 werd de Delhi Golf Club opgericht. Een huurcontract van 30 jaar werd afgesloten met de gemeente. De baan werd vernieuwd en omheind, en een oase werd geschapen in de steeds sneller groeide stad. De Aga Khan IV speelde er regelmatig.

## De baan
Het is een zeer dicht bebost terrein waarin de golfbaan is aangelegd. Zoals beschreven heeft hij tot net na de oorlog goede en slechte periodes gekend, maar sinds de heropening van de baan in 1951 is de baan in goede staat. De eerste negen holes hebben een par van 38 omdat er slechts één par 3 is en er drie par-5 holes zijn. In 1997 werd de baan gerenoveerd door Peter Thomson, die daarvoor al driemaal het Indian Open gewonnen had. Hij liet ook een korte 9 holesbaan aanleggen. Tegenwoordig is er nog een 18 holesbaan, alleen bestemd voor de leden.

## Toernooien

### Indian Open
In 1964 was de club gastheer van de eerste editie van het Indian Open, en daarna weer in
1966, 1968, 1971-1973, 1975, 1979, 1981, 1983, 1985, 1987, 1989, 1991, 1993, 1995, 2002-2008. De tussenliggende jaren werd meestal op de Royal Calcutta Golf Club gespeeld. Sinds het toernooi in 2008 deel ging uitmaken van de Europese PGA Tour, wisselen de banen.
Het baanrecord staat op naam van Graham Marsh, die tijdens het Open in 1971 tijdens de eerste en tweede ronde 66 scoorde.

### Panasonic Open
Het Panasonic Open wordt sinds 2011 op deze golfclub gespeeld. Het toernooi maakt deel uit van de Asian Tour.